# غابي ريد
غابي ريد (بالإنجليزية: Gabe Reid)‏ هو لاعب كرة قدم أمريكية أمريكي، ولد في 28 مايو 1977 في باغو باغو في الولايات المتحدة.

## وصلات خارجية
- غابي ريد على موقع مرجع كرة القدم المحترفة.كوم (الإنجليزية)